# Kaspar Schappel
Kaspar Schappel (* um 1385; † vor 2. September 1443) war ein Rottweiler Patrizier. Er war in den 1420er Jahren ein Geldgeber der Stadt Schaffhausen.

## Leben und Familie
Schappel entstammte einer angesehenen Rottweiler Patrizierfamilie. Im Jahr 1420 wird er als Junker und Stadtrichter genannt. Er gab jedoch später sein Bürgerrecht auf. Am 2. September 1443 ist Schappel als tot beurkundet.
Die Stadtrechnungen von Schaffhausen führen Schappel in den Jahren 1422 bis 1429 wiederholt als Kreditgeber auf. Seine Enkelin Elsbeth verheiratete sich dort mit Konrad Am Stad (Amstad) und in zweiter Ehe mit Gangwolf Trüllerey († 1547).

## Fussnoten
1. ↑  stadtarchiv-schaffhausen.ch: Altes Archiv: Schappel. (abgerufen am 9. November 2020)
2. ↑  Ussgeben zins an gelt uswendig unser statt. (1422; abgerufen am 9. November 2020)

| Personendaten    | Personendaten                         |
| ---------------- | ------------------------------------- |
| NAME             | Schappel, Kaspar                      |
| ALTERNATIVNAMEN  | Schappel, Caspar                      |
| KURZBESCHREIBUNG | Rottweiler Stadtrichter und Geldgeber |
| GEBURTSDATUM     | 14. Jahrhundert                       |
| STERBEDATUM      | 15. Jahrhundert                       |